# Wireless Markup Language
A Wireless Markup Language (WML, vezeték nélküli jelölő nyelv) egy XML alapú leírónyelv, amelyet a WAP specifikációt támogató eszközökhöz terveztek. Elsődleges funkciója a kis kapacitású mobil eszközöknél, például PDA-knál és mobiltelefonoknál, dokumentumok lejegyzése. Ezen készülékek teljesítménynövekedése révén egyre inkább szorítja ki a WML-t az elterjedtebb HTML és XHTML.
A WML DTD-t használ, jelenlegi változata az 1.3-s. Az elterjedtebb böngészők közül az Opera támogatja. Példa:
```
 <?xml version="1.0"?>
 <!DOCTYPE wml PUBLIC "-//PHONE.COM//DTD WML 1.1//EN"
    "http://www.phone.com/dtd/wml11.dtd" >
 <wml>
   <card id="main" title="First Card">
     <p mode="wrap">This is a sample WML page.</p>
   </card>
 </wml>

```

- W3Schools WAP Tutorial